# Sokolna
Sokolna (prononciation : [sɔˈkɔlna]) est un  village polonais de la gmina de Tarnówka dans le powiat de Złotów de la voïvodie de Grande-Pologne dans le centre-ouest de la Pologne.
Il se situe à environ 5 kilomètres au sud-est de Tarnówka (siège de la gmina), 13 kilomètres au sud-ouest de Złotów (siège du powiat), et à 101 kilomètres au nord de Poznań (capitale de la Grande-Pologne).

## Histoire
De 1975 à 1998, le village faisait partie du territoire de la voïvodie de Piła.

Depuis 1999, Sokolna est situé dans la voïvodie de Grande-Pologne.
Le village possède une population de 250 habitants en 2006.